# Pierre Lafabrie
Pierre Lafabrie, né à Montpellier le 6 mars 1751 où il est mort le 18 mars 1827, est le premier professeur de clinique médicale à la création de l'école de santé de l'université de Montpellier en 1794. 
Il est le neveu de Joseph-Guillaume Virenque et le secrétaire de Paul-Joseph Barthez.

## Biographie
Pierre Lafabrie est le fils de Marc Lafabrie et de Anne Virenque. Son père était administrateur de la maison de Grave. Après avoir doté sa fille unique, il place à fonds perdu le reste de sa fortune chez M. de Grave, pour établir une rente viagère à chacun de ses trois garçons ; celle de Pierre Lafabrie s'élevait à 2 400 Fr.
Pierre Lafabrie s'inscrit à l'université de médecine. Discerné de suite par Paul-Joseph Barthez, il en devint le secrétaire.
Docteur en médecine le 12 mai 1771, Pierre Lafabrie se contente du titre, et ne veut pas s'adonner à la pratique. Il s'intéresse à la littérature latine et française.
En 1789, il est enrôlé dans un bataillon de volontaires. Un élève du collège de chirurgie de Paris, sans-culotte jacobin, cordelier, médecin en chef de l'armée des Pyrénées-Orientales, le nomme membre d'un comité de santé.
À la même époque, Barthez, extrait de la prison des suspects de Narbonne, arrive à Perpignan, chargé de guérir un ex-maitre en chirurgie transformé en général d'armée. Lafabrie est rappelé à Montpellier au commencement de 1790 pour faire partie de la nouvelle École de santé. Il apporte des titres suffisants pour y occuper une chaire.
Il semble au premier abord que la chaire d'anatomie, qu'il partage avec Charles-Louis Dumas, lui convient peu, mais la physiologie en fait partie, et on pense avec raison qu'un disciple privilégié de Barthez ne sera pas au-dessous d'un pareil enseignement. Quelque temps après il passe à la chaire de pathologie, où on lui assigne la section chirurgicale. Lafabrie appartient à l'école de Montpellier.
Il a renoncé à sa pension dès que la famille de Grave a perdu une partie de sa fortune ; ses appointements, payés en papier-monnaie, se réduisent à trente francs par an, il montre alors qu'il peut supporter avec dignité pendant plus de deux ans, toutes les privations que lui impose la pauvreté. 
Quoique Lafabrie fût en état de parler sur toutes les parties de l'enseignement médical, sa place était marquée dans une chaire de clinique. Il occupe celle que Henri Fouquet laisse vacante à la fin de 1805.
Lafabrie fait partie du jury de l'internat de Montpellier en 1812.
Il meurt chez sa nièce Anne Doumenq l'épouse du botanique amateur Dominique Bouchet-Doumenq, rue du Plan du Palais à Montpellier. Il était célibataire et sans enfant.
Il existe un portrait de Pierre Lafabrie à la Faculté de Médecine de Montpellier ; il s'agit d'une huile sur toile de 80 cm de haut représentant Pierre Lafabrie, en buste, de trois-quarts, vêtu du manteau d'apparat rouge bordé de fourrure blanche. L'identité du modèle est inscrite sur le cadre et sur l'œuvre.